# Serhij Duchota
Serhij Duchota (ukr. Сергій Духота; ur. 11 lutego 1973 r.) – ukraiński kulturysta. Mistrz Europy i Świata w kulturystyce.

## Życiorys
Jego miastem rodzinnym jest Kijów. W zawodach kulturystycznych występuje od 2001 roku. Jesienią 2002 startował w turnieju Mr. Universe, organizowanym przez federację National Amateur Body-Builders' Association (NABBA). Zdobył złoty medal w kategorii mężczyzn o wzrośnie nieprzekraczającym 179 cm. W 2003 roku uzyskał z rąk federacji NABBA puchar przyznawany Mistrzowi Świata w Kulturystyce. Tego samego roku został też Mistrzem Europy.
Portal bestsport.com.ua okrzyknął Duchotę mianem jednego z najlepszych ukraińskich kulturystów.
Ma 175 cm wzrostu. Mieszka w Kijowie. Żonaty z kulturystką Olhą Nowyk. Pracuje jako trener, szkoli młodych kulturystów.

## Wymiary
- wzrost: 175 cm
- waga: ok. 105 kg
- biceps: 53 cm

## Osiągnięcia (wybór)
- 2001: Mistrzostwa Europy w Kulturystyce, federacja IFBB, kategoria wagowa ciężka − XII m-ce
- 2002: Mistrzostwa Europy w Kulturystyce, federacja NABBA, kategoria mężczyzn do 179 cm wzrostu − II m-ce
- 2002: Mistrzostwa Świata w Kulturystyce, federacja NABBA, kategoria mężczyzn do 179 cm wzrostu − III m-ce
- 2002: Mr. Universe, federacja NABBA, kategoria mężczyzn do 179 cm wzrostu − I m-ce
- 2003: Mistrzostwa Europy w Kulturystyce, federacja NABBA, kategoria mężczyzn do 179 cm wzrostu − I m-ce
- 2003: Mistrzostwa Europy w Kulturystyce, federacja NABBA, kategoria ogólna − I m-ce
- 2003: Mistrzostwa Świata w Kulturystyce, federacja NABBA, kategoria ogólna − I m-ce
- 2005: Mr. Universe, federacja NABBA, kategoria ogólna − V m-ce
- 2006: Euro Elite Tour, kategoria ogólna − III m-ce
- 2008: Mr. Universe, federacja NABBA, kategoria mężczyzn do 179 cm wzrostu − VII m-ce
- 2010: Mr. Universe, federacja NABBA, kategoria mężczyzn do 179 cm wzrostu − IV m-ce
- 2011: Mr. Universe, federacja NABBA, kategoria mężczyzn do 179 cm wzrostu − udział
- 2012: Mistrzostwa Świata w Kulturystyce, federacja NABBA, kategoria mężczyzn do 179 cm wzrostu − II m-ce
- 2012: Mr. Universe, federacja NABBA, kategoria mężczyzn do 179 cm wzrostu − udział
- 2013: Mr. Universe, federacja NABBA, kategoria mężczyzn do 179 cm wzrostu − IV m-ce